# 駒沢利斎
駒沢利斎（こまざわ　りさい）は千家十職の一つ。三千家御用達の棚や香合、炉縁などを製作する指物師が代々継承する名跡である。
当代は14代が1977年（昭和52年）に逝去後、長く空席が続いており、14代の甥の息子である吉田博三が後を嗣ぐべく修行中である。

## 歴史
初代・宗源が延宝年間に指物業を始めたのが最初とされる。
千家に関わったのは2代・宗慶からで、千宗旦の注文により指物を製作したと言われる。しかし、積極的に千家に関わるのは4代・利斎からである。彼は表千家六世・覚々斎の知遇を得て千家出入りの茶方指物師として指名され、「利斎」の名を与えられた。これ以後、代々の駒沢家当主は「利斎」を名乗るようになる。
江戸時代後期に活躍した7代・利斎は指物だけではなく塗師としても一流の腕を持ち、8代黒田正玄や11代飛来一閑らと合作を作るなど意欲的に製作を行い、長寿にも恵まれ「駒沢家中興の祖」といわれる。
その後は大成する前に早世する当主が相次ぐ。13代・利斎は70歳まで生きたものの、晩年に儲けた息子に先立たれると言う不幸にあう。13代の死後、妻であった浪江は娘・千代子を後継者とするべく家業の継承を決意、14代・利斎となるが、その千代子も1961年（昭和36年）に早世、14代も昭和52年に死去、以後現在に至るまで名跡は空席となっている。

## 系譜
歴代の順序は、説によって順序に異動がある。ここでは「駒沢利斎」の後見人となっている吉田一三（14代の甥、博三の父）の説に従う。
- 初代　宗源（生没年未詳）

字「理右衛門」
- 二代　宗慶（1628年（寛永5年） - 1693年（元禄6年）9月）

字「理右衛門」
- 三代　長慶（? - 1686年（貞享3年）12月）

字「理右衛門」「利兵衛」
- 四代　利斎（1673年（延宝元年） - 1746年（延享3年）7月）

三代の婿養子。初めて「利斎」を名乗る。歴代の墓地を妙顕寺に移し日蓮宗に改宗。駒沢家初代とする説もある。
- 五代　利斎（1707年（宝永4年） - 1764年（宝暦14年）2月）
- 六代　利斎（1739年（元文4年） - 1803年（享和3年）1月）

隠居後「春斎」を名乗る
- 十次郎　六代の長男、別名「竹次郎」。1798年（寛政10年）に32歳で早世。

- 七代　利斎（1770年（明和7年） - 1855年（安政2年）5月）

字「茂兵衛」諱「信邦」。表千家9世・了々斎より「曲尺亭」の号を、1840年（天保11年）隠居の際に表千家10代・吸江斎より「少斎」の号を授かる。
- 八代　利斎（1796年（寛政8年） - 1846年（弘化3年）9月）

六代の息子・十次郎の長男。天保11年に襲名するも、わずか6年後に死去。
- 九代　利斎（1817年（文化14年） - 1862年（文久2年）12月）

幼名「十次郎」「寿次郎」、字「理右衛門」。七代・利斎の息子。
- 十代　利斎（1841年（天保12年） - 1866年（慶応2年））

字「重次郎」八代・利斎の長男。26歳で早世。以後先代の弟子の1人である岡本喜助が、亡くなる1868年（明治元年）8月まで後見を務める。
- 十一代　利斎（1850年（嘉永3年） - 1902年（明治35年）6月）

後見・岡本喜助の息子、十代・利斎の婿養子。歴代の中で最も茶の湯に精通した人物といわれる。富岡鉄斎と親交があった。
- 十二代　利斎（1876年（明治9年） - 1896年（明治29年））

名「利三郎」、十一代の長男。父に先立ち早世。
- 十三代　利斎（1883年（明治16年） - 1952年（昭和27年）8月）

名「重次郎」、十一代の次男、十二代の弟。
- 十四代　尼利斎（1908年（明治41年） - 1977年（昭和52年）6月）

名「浪江」、十三代の妻。